# Marjolein Buis
Marjolein Buis (ur. 11 stycznia 1988 w Nijmegen) – holenderska tenisistka niepełnosprawna, zwyciężczyni French Open 2016 w grze pojedynczej, triumfatorka czterech turniejów wielkoszlemowych w grze podwójnej, dwukrotna zwyciężczyni mistrzostw na zakończenie sezonu w grze podwójnej (2017, 2018), mistrzyni (Londyn 2012) oraz srebrna medalistka (Rio de Janeiro 2016) paraolimpijska w grze podwójnej.
W rankingu ITF najwyżej była sklasyfikowana na 3. miejscu w grze pojedynczej (21 maja 2012) oraz na 1. pozycji w grze podwójnej (5 listopada 2012). W przeciągu całej kariery Buis zwyciężyła w 18 turniejach singlowych i 52 deblowych.

## Historia występów
Legenda
     W, wygrany turniej
     F, przegrana w finale
     SF, przegrana w półfinale
     SFP, SFW, przegrana, wygrana w meczu o trzecie miejsce
     QF, przegrana w ćwierćfinale
     xR przegrana w x rundzie
     LQ, przegrana w kwalifikacjach
     RR, przegrana w fazie grupowej
     A, brak startu
     NH, impreza nie odbyła się

### Występy w Wielkim Szlemie

#### Gra pojedyncza
| Wielkoszlemowe turnieje w singlu na wózkach |                |                |                |                |                |    |    |    |    |    |
| Australian Open                             | SF             | SF             | SF             | QF             | QF             | SF | QF | QF | SF | QF |
| French Open                                 | F              | QF             | QF             | QF             | QF             | W  | SF | QF | SF | QF |
| Wimbledon                                   | Nie rozgrywano | Nie rozgrywano | Nie rozgrywano | Nie rozgrywano | Nie rozgrywano | SF | QF | QF | QF | NH |
| US Open                                     | QF             | NH             | SF             | SF             | QF             | NH | SF | QF | SF | SF |

#### Gra podwójna
| Wielkoszlemowe turnieje w deblu na wózkach |    |    |    |    |    |    |    |    |    |    |
| Australian Open                            | SF | F  | F  | F  | SF | W  | SF | W  | F  | SF |
| French Open                                | SF | W  | SF | SF | SF | SF | W  | F  | F  | SF |
| Wimbledon                                  | SF | SF | SF | A  | A  | SF | F  | SF | F  | NH |
| US Open                                    | SF | NH | SF | SF | F  | NH | W  | F  | SF | F  |

### Turnieje Masters oraz igrzyska paraolimpijskie
| Turnieje Masters         |                |                |                |    |                |                |                |    |                |                |                |                |
| singel                   | A              | RR             | SF             | SF | SF             | RR             | SF             | SF | SF             | RR             | SF             | NH             |
| debel                    | RR             | RR             | RR             | RR | SF             | SF             | SF             | A  | W              | W              | SF             | NH             |
| Igrzyska paraolimpijskie |                |                |                |    |                |                |                |    |                |                |                |                |
| singel                   | Nie rozgrywano | Nie rozgrywano | Nie rozgrywano | QF | Nie rozgrywano | Nie rozgrywano | Nie rozgrywano | QF | Nie rozgrywano | Nie rozgrywano | Nie rozgrywano | Nie rozgrywano |
| debel                    | Nie rozgrywano | Nie rozgrywano | Nie rozgrywano | W  | Nie rozgrywano | Nie rozgrywano | Nie rozgrywano | F  | Nie rozgrywano | Nie rozgrywano | Nie rozgrywano | Nie rozgrywano |